# Télé Magazine
Télé Magazine est un magazine hebdomadaire de la télévision française, édité par la société Publications Grand Public filiale du groupe de presse Reworld Media.

## Historique
Créé par Marcel Leclerc, c'est le tout premier et le plus ancien magazine de presse de télévision français, diffusé depuis le 30 octobre 1955.
À sa création, il présentait les programmes de l’unique chaîne de l’époque, RTF Télévision, puis également ceux des chaînes "périphériques" (Télé Luxembourg, Télé Monte-Carlo, Télévision suisse romande, BBC, RTB belge francophone, ARD ouest-allemande et RAI italienne). Au fil des ans, il propose toujours plus de programmes et de rubriques. Le magazine s'est peu à peu étoffé passant du noir et blanc à la couleur (à partir du numéro 1484 (14 au 20 avril 1984) notamment dans les pages programmes.

Édité jusqu'en 2012 par le groupe de presse allemand Axel Springer, c'est le groupe Reworld Media qui a depuis racheté le magazine ainsi que plusieurs autres titres de presse tels que Gourmand, Papilles et Vie Pratique Féminin.
Le site officiel de Télé Magazine a été lancé le 16 septembre 2014 tandis que l'application mobile/tablette avait été lancée quelques mois auparavant en mai 2014.

## Informations financières
La société Publications Grand Public emploie en moyenne 31 salariés en 2021 et a réalisé un chiffre d'affaires de 21 049 700 € et dégagé un résultat de 2 532 300 €.

## Contenu éditorial
C’est un magazine familial de divertissement, où l’on trouve aussi des bandes dessinées, des mots croisés, des jeux divers, des recettes culinaires, l’horoscope… Son contenu est divisé en trois parties bien distinctes Magazine/Programmes/Pages Pratiques. La couverture met en avant un sujet majeur de l’actualité télé de la semaine. 

## Organigramme actuel
- Directeur de la publication: Gautier Normand
- Direction PGP : Bertrand Clavières
- Directrice des rédactions : Marie Venditelli
- Manageur éditorial: Élisabeth Venturini
- Rédactrice en chef : Linda Bouras
- Assistance de rédaction : Ouassila Aït-Tabet
- Rédacteur en Lifestyle : Nicolas Aguirre
- Rédacteur en chef technique : Éric Razafinombana
- Directeur artistique : Pascal Royer

## Tirage et diffusion
Données de l'OJD devenu l'ACMP:
| Années                 | 2010    | 2011    | 2012    | 2013    | 2014    | 2015    | 2016    | 2017    | 2018    |
| ---------------------- | ------- | ------- | ------- | ------- | ------- | ------- | ------- | ------- | ------- |
| Tirage                 | 504 454 | 483 118 | 439 265 | 392 226 | 366 827 | 337 974 | 289 786 | 264 843 | 256 764 |
| Diffusion France payée | 324 286 | 292 985 | 259 584 | 230 684 | 251 242 | 186 082 | 161 938 | 148 331 | 132 426 |
| Diffusion Totale       | 324 450 | 293 096 | 259 746 | 230 828 | 215 341 | 186 159 | 161 976 | 148 365 | 132 455 |

## Distribution
C'est le seul magazine TV référencé aux caisses des hyper et supermarchés.